# Spraak
Spraak is het geheel aan talige klanken die door het menselijk lichaam met behulp van lucht uit de longen, de stem en het spraakkanaal worden voortgebracht. Gesproken taal is een belangrijk communicatiemiddel tussen mensen.

## Spraak als proces
Spraak is een van de manieren waarop taal kan worden gebruikt. Bij spraak gaat het zowel om het produceren van gesproken woorden en zinnen (spraakproductie) als het begrijpen van gesproken woorden en zinnen (spraakperceptie). Een later in de ontwikkeling aangeleerde manier om taal te produceren of begrijpen en bovendien vast te leggen, is het schrift.

## Spraakproductie en spraakperceptie
Basiselementen van spraak zijn woorden met een bepaalde klank en betekenis. Spraakproductie impliceert vanuit de spreker gezien het vertalen van gedachten in zinnen en woorden en uiteindelijk in een reeks klankpatronen die door het vocale apparaat worden voortgebracht. Het begrijpen van gesproken taal staat bekend als spraakperceptie. Gesproken taal produceert in het gehoororgaan van de luisteraar mechanische trillingen die uiteindelijk in het brein worden vertaald tot woorden en zinnen met een bepaalde betekenis. Spraak is uniek voor de mens. Hoewel er voorbeelden zijn van associatief spraakgebruik bij dieren valt het te bewijfelen of daarbij ook sprake is van inzicht in de structuur van taal.

## Spraak en hersenen
Twee gebieden van de hersenen worden met spraak in verband gebracht. Het begrijpen van spraak wordt geassocieerd met het centrum van Wernicke in de linker slaapkwab. Dit gebied werd in 1874 door de Duitse neuroloog Carl Wernicke ontdekt. Beschadigingen in dit gebied leiden voornamelijk tot problemen met het begrijpen van gesproken taal, maar niet per se tot verstoring van het spreken zelf. Taalproductie wordt daarentegen gecontroleerd door het centrum van Broca, in de linker frontale kwab. Dit gebied werd ontdekt door de Franse neuroloog Paul Broca (1824-1880). Beschadigingen in dit gebied leiden vooral tot stoornissen in de spraakproductie, zoals langzaam spreken of spreken in telegramstijl. Maar ook het begrijpen van complexe zinnen blijkt minder goed te gaan.

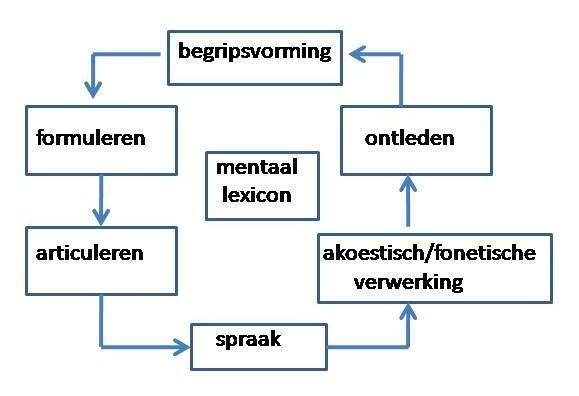
Eenvoudig model van spraakverwerking. Links: spreken van zinnen. Rechts: luisteren naar gesproken zinnen

## Spraakaspecten
De menselijke spraak heeft meerdere aspecten.
- Spraakklanken; de bouwstenen van spraak zijn de fonemen. Dit zijn de kleinste klankeenheden met betekenis. Er bestaat naast het gewone alfabet ook een fonetisch alfabet. De klankeenheden in het Nederlands zijn vastgelegd in de klankinventaris van het Nederlands.
- Spraakbegrip (of: Spraakperceptie). Dit is het vermogen om gesproken taal te begrijpen. De informatiestroom passeert hier de volgende stations; akoestisch/fonetische verwerking, grammaticale ontleding en ten slotte het begrijpen van de boodschap. Stoornissen in het begrijpen van gesproken taal kunnen diverse oorzaken hebben. Zij kunnen te maken hebben met problemen in het verstaan van klankeenheden (kortom: met akoestische en fonetische verwerking), het begrijpen van woorden (woordenschat probleem of woordsemantisch probleem), of het begrijpen van de betekenis en structuur van hele zinnen. Stoornissen in het begrijpen van gesproken (maar ook geschreven) taal worden samengevat met de term afasie van Wernicke.
- Spraakproductie. Bij het produceren van spraak kunnen globaal drie niveaus worden onderscheiden: een conceptueel niveau (begrijpen), een formuleerniveau en een articulatieniveau. Het conceptuele niveau dient om de inhoud of betekenis van de boodschap te selecteren. Bij het formuleerniveau wordt de boodschap in een zinsstructuur (een soort intern spreekplan) omgezet. Ten slotte dient het articulatieniveau om de zinsstructuur om te zetten in spraakklanken, door het activeren van tong, strottenhoofd, lippen en dergelijke. Een belangrijke stoornis in de productie of het begrip van gesproken (of geschreven) taal wordt samengevat met de term afasie. De term afasie van Broca wordt gebruikt voor taalstoornissen waarbij overwegend (maar niet uitsluitend) de spraakproductie is gestoord.
- Mentaal lexicon. Een mentaal lexicon is een soort van woordenboek in de hersenen, waarin woorden samen met hun betekenis zijn opgeborgen. Echter ook syntactische informatie, dus hoe een woord is ingebed in een zin, en woordvormen (hoe een woord wordt uitgesproken) vinden we hierin terug. Bij het luisteren naar en produceren van spraak wordt voortdurend uit het lexicon geput. Bekende en meer frequent gebruikte woorden worden sneller opgespoord dan onbekende of minder frequente worden. Een normale volwassen spreker beschikt over een lexicon van ongeveer 50.000 woorden, en kan zonder enige moeite drie woorden per seconden begrijpen of produceren. Zie ook idiolect.

## Prosodie
Een belangrijk aspect van gesproken taal is prosodie: het gebruik van veranderingen in intonatie, ritme en klemtonen. Hiermee kan aan gesproken taal een bijzondere expressie worden gegeven. Door middel van intonatie kan bijvoorbeeld een bevestigende zin van een vragende zin worden onderscheiden. Zoals, 'wij gaan vandaag schaatsen' (aan het eind dalende toon) en 'wij gaan vandaag schaatsen?' (aan het eind stijgende toon).

## Spraak- en taalstoornissen
Brocapatiënten kampen vaak met problemen in het produceren, maar ook het begrijpen van zinnen. Het laatste speelt vooral bij het begrijpen van grammaticaal complexe zinnen zoals: 'Het meisje wordt door de jongen geslagen'. Ook hebben zij moeite met de prosodie. Mogelijk komt dit omdat bij hen de spraak vaak langzaam en houterig verloopt. Bekende spraakstoornissen zijn stotteren en slissen.